# Грюже-л'Опіталь
Грюже́-л'Опіта́ль, Ґрюже-л'Опіталь (фр. Grugé-l'Hôpital) — колишній муніципалітет у Франції, у регіоні Пеї-де-ла-Луар, департамент Мен і Луара. Населення — 308 осіб (2011).
Муніципалітет був розташований на відстані близько 280 км на південний захід від Парижа, 75 км на північний схід від Нанта, 50 км на північний захід від Анже.

## Історія
15 грудня 2016 року Грюже-л'Опіталь, Ла-Шапель-Юллен, Шазе-Анрі, Комбре, Ноелле, Пуансе, Ла-Прев'єр, Сен-Мішель-е-Шанво, Ле-Трамбле i Вергонн було об'єднано в новий муніципалітет Омбре-д'Анжу.

## Демографія
Динаміка населення (INSEE ):
Розподіл населення за віком та статтю (2006):
| Стать | Всього | До 15 років | 15-24 | 25-44 | 45-64 | 65-85 | Понад 85 |
| --- | ------ | ----------- | ----- | ----- | ----- | ----- | -------- |
| Чоловіки | 140    | 52          | 8     | 32    | 24    | 24    | 0        |
| Жінки | 124    | 16          | 12    | 36    | 32    | 28    | 0        |
| \| Статево-вікова піраміда \| Статево-вікова піраміда \| Статево-вікова піраміда \| \| ----------------------- \| ----------------------- \| ----------------------- \| \| Чоловіки \| Вік \| Жінки \| \| 0 \| 85 + \| 0 \| \| 0 \| 80-84 \| 4 \| \| 8 \| 75-79 \| 8 \| \| 8 \| 70-74 \| 4 \| \| 8 \| 65-69 \| 12 \| \| 0 \| 60-64 \| 16 \| \| 8 \| 55-59 \| 0 \| \| 4 \| 50-54 \| 8 \| \| 12 \| 45-49 \| 8 \| \| 12 \| 40-44 \| 8 \| \| 8 \| 35-39 \| 16 \| \| 8 \| 30-34 \| 4 \| \| 4 \| 25-29 \| 8 \| \| 0 \| 20-24 \| 0 \| \| 8 \| 15-20 \| 12 \| \| 12 \| 10-14 \| 4 \| \| 28 \| 5-9 \| 8 \| \| 12 \| 0-4 \| 4 \| |        |             |       |       |       |       |          |
| Статево-вікова піраміда |        |             |       |       |       |       |          |
| Чоловіки | Вік    | Жінки       |       |       |       |       |          |
| 0 | 85 +   | 0           |       |       |       |       |          |
| 0 | 80-84  | 4           |       |       |       |       |          |
| 8 | 75-79  | 8           |       |       |       |       |          |
| 8 | 70-74  | 4           |       |       |       |       |          |
| 8 | 65-69  | 12          |       |       |       |       |          |
| 0 | 60-64  | 16          |       |       |       |       |          |
| 8 | 55-59  | 0           |       |       |       |       |          |
| 4 | 50-54  | 8           |       |       |       |       |          |
| 12 | 45-49  | 8           |       |       |       |       |          |
| 12 | 40-44  | 8           |       |       |       |       |          |
| 8 | 35-39  | 16          |       |       |       |       |          |
| 8 | 30-34  | 4           |       |       |       |       |          |
| 4 | 25-29  | 8           |       |       |       |       |          |
| 0 | 20-24  | 0           |       |       |       |       |          |
| 8 | 15-20  | 12          |       |       |       |       |          |
| 12 | 10-14  | 4           |       |       |       |       |          |
| 28 | 5-9    | 8           |       |       |       |       |          |
| 12 | 0-4    | 4           |       |       |       |       |          |

## Економіка
2010 року серед 188 осіб працездатного віку (15—64 років) 139 були активними, 49 — неактивними (показник активності 73,9%, у 1999 році було 79,5%). З 139 активних мешканців працювало 129 осіб (67 чоловіків та 62 жінки), безробітними було 10 (5 чоловіків та 5 жінок). Серед 49 неактивних 17 осіб було учнями чи студентами, 13 — пенсіонерами, 19 були неактивними з інших причин.

У 2010 році в муніципалітеті числилось 114 оподаткованих домогосподарств, у яких проживали 293,0 особи, медіана доходів виносила 15 119 євро на одного особоспоживача